# كفور حشمت
قرية كفور حشمت هي إحدى القرى التابعة لمركز أطسا في محافظة الفيوم في جمهورية مصر العربية. حسب إحصاءات سنة 2006، بلغ إجمالي السكان في كفور حشمت 3580 نسمة، منهم 1786 رجل و1794 امرأة.